# Rhenania Motorenfabrik
Die Rhenania Motorenfabrik AG, abgekürzt mit dem Akronym Rhemag, war ein 1917 gegründetes und bis 1930 existierendes Unternehmen im Bereich Motorenbau und Kraftfahrzeugbau, dessen Sitz zunächst in Mannheim, ab 1920 in Berlin war.

## Unternehmensgeschichte
Das Unternehmen wurde im Mai 1917 kriegsbedingt speziell für die Herstellung des Flugmotorentyps „Siemens & Halske Sh.III“ gegründet. Bei der Gründung durch die Unternehmer Richard Kahn und Alfred Eversbusch betrug das Aktienkapital 1 Million Mark. Durch den Weggang von Eversbusch noch im Jahr der Gründung wurde Kahn Alleininhaber des Unternehmens, der dieses in seinen Konzern eingliederte. Mit dem Verbot der Luftfahrt nach dem Krieg wandte man sich zivilen Produkten zu. Der Sitz wurde 1920 nach Berlin, Hohenzollernstraße 20 im Tiergarten-Viertel, verlegt. Im Zuge der Hochinflation wurde das Aktienkapital im Dezember 1922 auf 30 Millionen Mark erhöht und nach der Währungsstabilisierung 1924 auf 1 Million Reichsmark umgestellt.
Vorstand der Gesellschaft war um 1925 Kurt Hiehle, im Aufsichtsrat saßen zu dieser Zeit Richard Kahn, Rechtsanwalt Martin Katzenstein, Alfons Brunn, Alfred Popp und Wilhelm Limberg (alle in Berlin ansässig).
Um 1930 ging das Unternehmen in die Insolvenz und wurde von der Riebe-Werke AG (heute SKF) übernommen.

## Produktion

### Flugmotoren
Im Gründungsjahr wurde ein Auftrag von 1000 Motoren des Typs „Siemens & Halske Sh.III“ erteilt. Gute Erfahrungen mit der Fertigungsqualität bedingten, dass das Unternehmen bald auch einen Fertigungsauftrag für den Motorentyp „Oberursel UR.II“ erhielt. Testpilot war unter anderem Richard Dietrich, der dort bis Kriegsende arbeitete.

### Kraftfahrzeuge
1924 stellte man auf der Internationalen Automobilausstellung in Berlin unter der Markenbezeichnung „Rhemag“ einen eigenen zwei- bis viersitzigen Sportwagen mit einem Vierzylindermotor mit 1100 cm³ Hubraum und 24 PS vor. In der französischen Zeitschrift La Vie Automobile vom 10. Februar 1925 wurde das Auto als Vierzylinder mit Leichtmetallmotor und 1000 cm³ Hubraum (Bohrung / Hub = 62 / 86 mm) beschrieben. Die Fahrleistungen wurden positiv gewürdigt, 100 km/h Geschwindigkeit konnten nach 400 bis 500 Metern Strecke erreicht werden. Im Frühjahr 1925 hieß es über das Unternehmen: „Im Laufe des Jahres 1925 beabsichtigt die Gesellschaft den Bau von Personen-Kraftwagen aufzunehmen.“ Ob es tatsächlich zur Aufnahme einer Serienfertigung des Wagens kam, ist ungewiss. Derzeit ist kein noch existierendes Fahrzeug der Marke bekannt.